# Vetlanda stad
Denna artikel handlar om den tidigare kommunen Vetlanda stad. För orten se Vetlanda, för dagens kommun, se Vetlanda kommun.
Vetlanda stad var en kommun i Jönköpings län.

## Administrativ historik
Vetlanda stad bildades 1920 genom en ombildning av Vetlanda köping som 1909 utbrutits ur Vetlanda landskommun.
Stadens territorium ändrades flera gånger (årtal avser den 1 januari det året om inget annat anges):
- 1946 - Enligt beslut den 23 mars 1945 överfördes till staden vissa områden med 1 149 invånare och omfattande en areal av 12,35 km², varav 12,08 km² land, från Vetlanda landskommun. Området överfördes också till staden från Vetlanda socken i fastighetshänseende. Områdena bestod av följande fastigheter, eller delar av fastigheterna: Maden, Marieberg, Mogärde, Nässja nr 2, Torget nr 1:3, Upplanda nr 2, 6 och 6, Vetlanda nr 1-3, 5 och 7 samt Östanå.[2]

- 1947 - Enligt beslut den 29 mars 1946 överfördes till staden och stadens församling vissa områden med 213 invånare och omfattande en areal av 1,64 km², varav 1,60 km² land, från Bäckseda landskommun och församling.[2]

- 1957 - Till Vetlanda stad överfördes från Vetlanda landskommun och Bäckseda församling ett obebott område omfattande en areal av 0,34 km², varav allt land.[3]

Den 1 januari 1971 ombildades Vetlanda stad till Vetlanda kommun.
Staden hade, i likhet med andra sent tillkomna stadskommuner, ingen egen jurisdiktion utan ingick i samma domsagor och tingslag som Östra härad

### Kyrklig tillhörighet
Staden hörde till Vetlanda församling, dock fram till 1971 med ett eget SCB registernummer, skild från församlingsdelen i Vetlanda landskommun.

### Sockenkod
För registrerade fornfynd med mera så återfinns staden inom ett område definierat av sockenkod 0677 som motsvarar den omfattning Vetlanda socken och staden hade kring 1950.

## Stadsvapen
Blasonering: En sköld av guld med en blå snedbjälke, belagd med ett veteax av nämnda metall.
Vapnet fastställdes år 1925 för Vetlanda stad. Veteaxet syftar på ortnamnet, men kan ha en äldre förlaga som sigill. Efter kommunbildningen registrerades vapnet för kommunen år 1974. 

## Geografi
Vetlanda stad omfattade den 1 januari 1952 en areal av 16,76 km², varav 16,43 km² land. Efter nymätningar och arealberäkningar färdiga den 1 januari 1957 omfattade staden den 1 november 1960 en areal av 17,30 km², varav 16,91 km² land.

### Tätorter i staden 1960
I Vetlanda stad fanns del av tätorten Vetlanda, som hade 9 220 invånare i staden den 1 november 1960. Tätortsgraden i staden var då 98,0 procent.

## Politik

### Mandatfördelning i valen 1920–1966
| 2 | 6 | 5 | 12 |

| 22 |

| 3 | 7 | 5 | 10 |

| 25 |

|  | 10 | 5 | 9 |

| 25 |

| 10 | 4 | 11 |

| 25 |

|  | 10 | 5 | 9 |

| 24 |

| 2 | 12 | 5 | 6 |

| 25 |

| 2 | 10 | 6 | 7 |

| 25 |

| 4 | 13 | 7 | 6 |

| 26 |

|  | 16 | 8 | 5 |

| 27 |

| 2 | 14 | 8 | 6 |

| 26 |

|  | 14 |  | 6 | 8 |

| 26 |

|  | 15 |  | 7 | 6 |

| 27 |

| 2 | 12 | 3 | 6 |  | 6 |

| 28 |